# Ida de Saxe-Meiningen
Ida Caroline de Saxe-Meiningen (25 juin 1794 – 4 avril 1852), est une princesse allemande, par sa naissance membre de la Maison de Wettin, et par son mariage princesse de Saxe-Weimar-Eisenach.

## Biographie
Ida est née le 13 août 1792 à Meiningen. Elle est la fille de Georges Ier de Saxe-Meiningen et de Louise-Éléonore de Hohenlohe-Langenbourg. Elle est appelée la Princesse Ida de Saxe-Meiningen, Duchesse de Saxe avec le prédicat de Son Altesse Sérénissime de sa naissance jusqu'au Congrès de Vienne (1814-15), lorsque l'ensemble de la Maison de Wettin est élevée au prédicat d'Altesse. 
Ses frères et sœurs sont Adélaïde (épouse du roi Guillaume IV du Royaume-Uni) et Bernard II de Saxe-Meiningen, avec lesquels elle maintiendra de proches relations.
À Meiningen, le 30 mai 1816, elle épouse Bernard de Saxe-Weimar-Eisenach, qui sert en tant que général aux Pays-Bas et qu'elle suit dans ses différentes villes de garnison pendant les années suivantes ; toutefois, au cours de l'été, elle vit à Liebenstein, devenu sa résidence permanente en 1836, et au Château d'Altenstein, où elle reste lorsque son mari fait sa tournée nord-américaine. En 1830, elle et ses enfants participèrent au couronnement de sa sœur et beau-frère à Londres. Grâce à ses activités de bienfaisance, Ida est très populaire parmi la population.
Le 22 juin 1850, elle est la marraine du prince Arthur, duc de Connaught et Strathearn, troisième fils de la Reine Victoria et d'Albert de Saxe-Cobourg-Gotha ; cependant, incapable d'être physiquement présente, elle est représentée par la duchesse de Kent, mère de la reine.
Ida mourut d'une pneumonie, à Weimar, le 4 avril 1852 à l'âge de 57 ans. Ses dernières paroles furent: "j'espère que cette nuit je vais bien dormir". Elle est enterrée dans le Caveau princier de Weimar (de). Deux ans plus tard, en 1854, son frère Bernard II érige un monument à son nom, au château aujourd'hui ruiné de Liebenstein (de). En 2004, le monument est entièrement rénové.

## Descendance
- Louise Wilhelmine Adélaïde (31 mars 1817 – 11 juillet 1832) ;
- Guillaume Charles (25 juin 1819 – 22 mai 1839) ;
- Amélie Auguste Cécile (30 mai 1822 – 16 juin 1822) ;
- Édouard de Saxe-Weimar-Eisenach (11 octobre 1823 – 16 novembre 1902), qui sert dans l'armée britannique, notamment lors de la Guerre de Crimée, devient colonel du 1er Life Gardes, et plus tard, maréchal, marié à Lady Augusta Gordon-Lennox, sans descendance ;
- Hermann de Saxe-Weimar-Eisenach (1825–1901) (4 août 1825 – 31 août 1901), épouse en 1851 la princesse Augusta de Wurtemberg ; une de ses filles, Pauline, épouse Charles-Auguste de Saxe-Weimar-Eisenach (1844-1894) ;
- Frédéric-Gustave Charles (28 juin 1827 – 6 janvier 1892), marié à Pierina Marocchia nobile di Marcaini, créée baronne de Neuperg (23 mai 1872), pas de descendance ;
- Anne Amélie Marie (9 septembre 1828 – 14 juillet 1864) ;
- Amélie de Saxe-Weimar-Eisenach (20 mai 1830 – 1er mai 1872), épouse en 1853 Henri d'Orange-Nassau ;